# Cornetta
La cornetta è uno strumento simile alla tromba. Non deve essere confuso con il medievale cornetto.
Strumento standard nella banda, derivante dalla famiglia della chiarina. In questo ruolo è comunque sempre più sostituita dalla tromba, preferita anche in orchestra o dai solisti.

## Relazione con la tromba
La cornetta fu inventata aggiungendo i pistoni al corno postale negli anni '20 del XIX secolo. Le valvole permisero di utilizzare melodicamente lo strumento per tutto il suo registro. Le trombe furono più lente ad adottare la nuova tecnologia delle valvole, così i compositori, per il successivo secolo e più, scrissero spesso parti differenti per tromba e cornetta. La tromba suonava parti di fanfara, mentre la cornetta suonava parti più melodiche. La tromba moderna ha valvole che permettono di suonare le stesse note con la stessa diteggiatura della cornetta.
La cornetta e la tromba in una determinata chiave (solitamente si♭) suonano alla stessa tonalità, e la tecnica strumentale è molto simile. Comunque cornetta e tromba non sono totalmente intercambiabili a causa della grande differenza di timbro. Esiste anche, ma normalmente solo nelle bande di ottoni, il modello soprano in mi♭, intonata una quarta sopra il modello in si♭.
Diversamente dalla tromba, che ha un corpo prevalentemente cilindrico, la cornetta è conica, molto sottile all'altezza del bocchino, allargandosi gradualmente fino alla campana. La forma conica produce un suono caldo e morbido, distinguibile dal suono squillante e penetrante della tromba. Il suono della cornetta è spesso preferito dai musicisti jazz, legandosi meglio a molti degli strumenti utilizzati nelle formazioni jazz. La forma conica la rende anche più agile della tromba nei passaggi veloci. È anche spesso preferita dai novizi perché più facile da maneggiare, con il suo baricentro più vicino all'esecutore. 

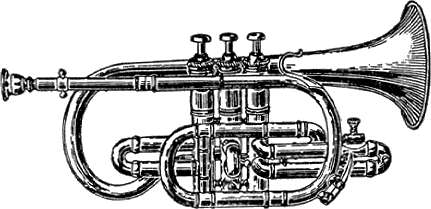
Cornetta in un disegno del 1911

## Tecnica
Come la tromba e tutti i moderni ottoni, la cornetta suona quando l'esecutore mette in vibrazione le labbra all'interno del bocchino, creando una colonna d'aria vibrante che percorrendo il tubo conico produce il suono. Modulando l'emissione possono essere prodotte diverse note. Quando il percorso della colonna d'aria, attraverso i pistoni, viene allungato o accorciato, la nota viene rispettivamente abbassata o alzata, permettendo così l'esecuzione dell'intera scala cromatica.

## Musicisti
La cornetta è stata spesso utilizzata in alternativa alla tromba da numerosi solisti nei primi anni del jazz, e tra i più famosi Buddy Bolden, King Oliver, Louis Armstrong e Bix Beiderbecke. Ciò era probabilmente dovuto al fatto che l'associazione della cornetta alla musica bandistica la rendeva di più facile reperibilità: la sua popolarità infatti decrebbe notevolmente, a favore della tromba, quando il jazz divenne musica suonata prevalentemente da musicisti professionisti. Notevoli esecuzioni moderne di musicisti normalmente collegati alla tromba includono Freddie Hubbard (in Empyrean Isles di Herbie Hancock), e Don Cherry in The Shape of Jazz to Come di Ornette Coleman.